# Sigi Schmid
Siegfried «Sigi» Schmid (pronunciat [ˈziːkfʀiːt ˈziːɡiː ʃmiːt] [ˈziːkfʀiːt ˈziːɡiː ʃmiːt]; nascut el 20 de març de 1953) és un  entrenador de futbol alemany i americà que entrena els Seattle Sounders FC a la Major League Soccer (MLS). Nascut a Tübingen, a l'Alemanya de l'oest, va anar a viure als Estats Units amb la seva família quan era un nen. Va jugar a futbol a la universitat del 1972 al 1975 a la Universitat de Califòrnia, Los Angeles (UCLA), on va ser centrecampista durant els quatre anys. Ell va entrenar el seu equip universitari anterior, l'UCLA Bruins, entre 1980 i 1999. Durant aquell període, esdevingué un dels entrenadors universitaris més exitosos de tots els temps, dirigint el Bruins a un rècord de 322–63–33 (victòries–derrotes–empats). L'equip va aparèixer a l'eliminatòria 16 cops consecutius de 1983 a 1998, guanyant el campionat nacional el 1985, 1990, i 1997. Schmid també va treballar al USSF durant la dècada dels 90.
Schmid va entrenar Los Angeles Galaxy i el Columbus Crew a la MLS, abans d'esdevenir el primer entrenador dels Seattle Sounders FC el 2009. Malgrat que no va jugar mai a futbol a un nivell professional, té el rècord de victòries com a entrenador en la història de la MLS i va ser nomenat com a l'Entrenador de l'any de la MLS els anys 1999 i 2008. Durant la seva carrera, Schmid ha rebut elogi de crítics per la seva habilitat d'identificar talent nou. La seva tàctica seva és també altament considerada a la premsa i sovint citada com a factor en el seu èxit. Tanmateix, el seu desplegament en les seves últimes dues temporades amb Los Angeles el van dirigir directament a la fi del seu contracte.